# Křížová cesta (Prameny)
Křížová cesta v Pramenech na Chebsku se nachází v západní části obce Prameny na úbočí.

## Historie
Křížová cesta vede z obce ke kapli Panny Marie. Kamenné sloupky byly postaveny okolo roku 1850. Po roce 1977 bylo osm z nich odcizeno a použito jako sloupky do plotu u domu čp. 8 v obci.
Roku 2016 sloupky noví majitelé domu vrátili a křížová cesta byla obnovena. Malířka Lenka Rochovanská zhotovila pro zastavení olejomalby na dřevěných deskách.

### Kaple Panny Marie
Kaple byla postavena kolem roku 1750. Po devastaci ve 20. století zůstala bez střechy a krovů, klenbu má prolomenu. Obvodové zdivo vpředu je do výše 1 – 2,5 m po celém obvodu. Interiér kaple je vyčištěn. Původně byla kaple i se střechou vysoká téměř 6 metrů. Uvnitř kaple byla dřevěná soška Piety z doby kolem roku 1800.